# Antón M. Pazos
Antón M. Pazos (* 1951 in A Coruña) ist ein spanischer Historiker.

## Leben
Der Doktor der Geschichte und Theologie war Professor an den Universitäten von Oviedo und Navarra bis zu seiner Aufnahme in das CSIC am Institut für Geschichte von Madrid, wo er die Zeitschrift Hispana Sacra leitete. 2006 wechselte er zu IEGPS.

## Schriften (Auswahl)
- El clero navarro (1900–1936). Origen social, procedencia geográfica y formación sacerdotal. Pamplona 1990, ISBN 84-313-1097-9.
- La Iglesia en la América del IV centenario. Madrid 1992, ISBN 84-7100-574-3.
- als Herausgeber mit Diego R. Piccardo: El Concilio Plenario de América Latina. Roma 1899. Madrid 2002, ISBN 84-8489-053-8.
- als Herausgeber: Religiones y Guerra Civil española. Gran Bretaña, Francia, España. Madrid 2011, ISBN 978-84-00-09411-9.